# John Gribbin
John R. Gribbin (n. 19 martie 1946, Maidstone, Anglia, Regatul Unit) este un autor de cărți științifice din Regatul Unit, Visiting Fellow în astronomie la Universitatea Sussex.

## Biografie
John Gribbin a absolvit fizica la Universitatea Sussex în 1966. Apoi a obținut un master în astronomie la aceeași universitate (1967) și un doctorat în astrofizică la Universitatea Cambridge (1971).
Ca autor, a lucrat pentru revista Nature și pentru New Scientist și a scris articole pentru The Times, The Guardian și the Independent, pentru suplimentele de duminică ale acestor ziare și pentru Radio BBC.
Cea mai cunoscută carte a sa este In Search of Schrödinger's Cat (În căutarea pisicii lui Schrödinger, 1984).
În 1974 a publicat împreună cu Stephen Plagemann o carte intitulată Efectul Jupiter, în care a prezis că o aliniere a planetelor de aceeași parte a Soarelui în martie 1982 avea să producă efecte gravitaționale ce ar putea declanșa cutremure în zona faliei San Andreas, distrugând orașul Los Angeles.
Gribbin a repudiat aceste afirmații într-un articol publicat în 17 iulie 1980 în New Scientist.
Într-un articol din februarie 1988 publicat în Nature, Gribbin a fost primul care a sugerat că efectul de seră ar putea fi redus prin introducerea de fier în oceane ca „îngrășământ”.
Cea de-a o suta carte a sa, The Fellowship, a apărut în 2005.